# 2025年ジュビリー
2025年ジュビリー（2025ねんジュビリー、2025 Jubilee）は、カトリック教会において2025年に祝われる聖年。この典礼は、大聖年の終わりに教皇ヨハネ・パウロ2世によって発表された。この聖年の前には、2015年から2016年にかけて、特別聖年があった。

## 準備

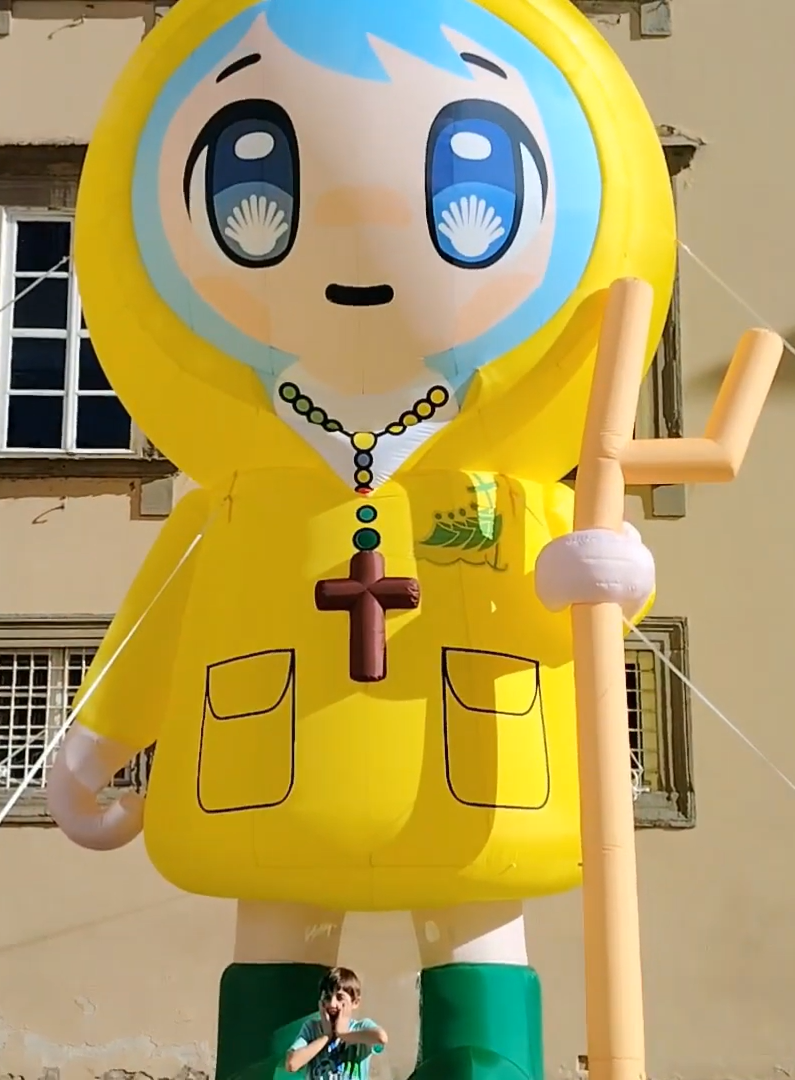
ルーチェ

2024年10月28日、バチカンは2025年ジュビリーに向けて、若い世代の関心を引く目的で「ルーチェ」（イタリア語で「光」の意味）という公式マスコットを発表した。

## ポルタ・サンタ
ローマにある4つのポルタ・サンタが開閉される。
| 大聖堂                                   | 開放           | 閉鎖           | 写真 |
| ---------------------------------------- | -------------- | -------------- | ---- |
| サン・ピエトロ大聖堂                     | 2024年12月24日 | 2026年1月6日   |      |
| サン・ジョバンニ・イン・ラテラノ大聖堂   | 2024年12月29日 | 2025年12月28日 |      |
| サンタ・マリア・マッジョーレ大聖堂       | 2025年1月1日   | 2025年12月28日 |      |
| サン・パオロ・フオーリ・レ・ムーラ大聖堂 | 2025年1月5日   | 2025年12月28日 |      |